# Аул
Аул (от старотюркски език през древногръцки в лат: aule) – в буквален превод: дом), е термин от градоустройството.

## Крепост
Това е военноопорен пункт, малка крепост или укрепена резиденция. Той е особен род укрепление, предназначено за защита на важни стратегически възли, теснини, проходи, както и за защита на населението от близките околности от вражески нападения. Представлява укрепен военен лагер, обитаван в мирновременни условия само от военни подразделения.
Аул се нарича също и вътрешният град на Плиска. 

## Селище
В региони, населени с тюркски и други мюсюлмански народи в Средна Азия, района на Северен Кавказ в Южна Русия, както и в Закавказието, аул означава населен пункт от селски тип.